# حاملات العلامة
حاملات العلامة أو عائلة سيكنفوريدي (الاسم العلمي: Signiphoridae)، فصيلة دبابير صغرة زنبار طفيلي من الفصيلة العليا الشخدبيات.
تضم حوالي 80 نوع في أربعة أجناس.